# 眉山乡
眉山乡為中國福建省泉州市南安市的一個鄉，位於南安市的西北部。由於山區地形像是眉毛，故名為「眉山」。
眉山乡面积53平方公里，人口約26,000，當地邮政编码為362314。

## 行政区划
眉山乡下辖以下村级行政区划单位
观山村、田内村、太山村、前进村、南湖村、外寨村、高田村、三凌村、大眉村、小眉村、天山村、观音村和山后村。